# شنگه
شنگه یا شنگرک در معماری چوب‌های کوچکی است که به صورت عمودی در دیوار می‌گذارند تا خرپا را به آن ببندند، ستونکی که بر روی آهیانه گنبد گذاشته و خود گنبد نیز به آن می‌چسبد و بر ستون وسط آن میله قرار می‌دهند.
شنگه به معنای عَلَم است.